# Charles Pahlad
Charles Pahlad, Oom Tjallie (Paramaribo, 27 november 1942 – 16 juni 2024),  was een Surinaams ondernemer, musicus en politicus. Hij was van 2005 tot 2015 lid van De Nationale Assemblée voor de NDP. In 2015 keerde hij de partij de rug toe en stapte over naar de VHP.

## Biografie
Charles Pahlad werd in 1942 geboren in een gezin met negen kinderen in Ephraimzegen of Combé, Paramaribo.

### Muziek
Hij werd tijdens zijn jeugd geïnspireerd door oudere zangers en maakte zijn zangdebuut in 1961 met het lied Pyáse panchi tijdens een huwelijk met zijn Gemini Orchestra en orkestleider Harry Mohanlal. Later richtte hij de eerste Hindoestaanse beatgroep op en verder de OSMI Group en The Silver Strings. Met laatste band trad hij tussen 1982 en 1990 in Suriname en Nederland op. Op zijn repertoire stond eigen werk en dat van Surinaamse liedschrijvers. Het meeste succes had hij met Ye Milan bará Pyárá, ájá re ájá o sanam dat voor het eerst werd opgevoerd door Khoesiaal. Voor zijn muzikale verdienste kreeg hij op 30 november 2012 een oorkonde en een award uitgereikt.

### Ondernemer, politieke betrokkenheid
Hij werd net als zijn vader en grootvader ondernemer. Op zijn 21e stemde hij net als zijn familie op Jopie Pengel van de NPS die bevriend was met zijn vader. Vanaf 1980 voelde hij zich een revo-man, wat na de Decembermoorden van 1982 zou zijn omgeslagen in afkeer van Desi Bouterse. De bar Silver Strings was in 1985 niettemin een favoriet trefpunt van leidende militairen. In 1990 kwam Bouterse onaangekondigd bij zijn huis, zonder begeleiding, met de boodschap dat zijn NDP Pahlad nodig had: "Help ons de partij te reorganiseren, want het is een chaos", zo zou Bouterse hem hebben overtuigd.

### Assembléelid
Pahlad werd later benaderd om mee te doen aan de verkiezingen van 2005. Hij deed mee op de lijst van Wanica en werd verkozen tot lid van De Nationale Assemblée (DNA). Tijdens de verkiezingen van 2010 werd hij opnieuw verkozen, ondanks zijn plek als lijstduwer. Hij was toen ondervoorzitter van de NDP en de oudste van de parlementsleden. Vooraf aan de verkiezingen van 2010 kwam hij met bedenkelijke verkiezingsretoriek waarin hij aanhangers van de concurrerende VHP opriep van de Bosjebrug te springen. Vijf dagen later bood hij excuses aan de samenleving aan voor zijn uitlatingen.

### Verdeeldheid in Wanica
In februari 2013 waarschuwde partijleider Desi Bouterse tegen vijandschap die er intern zou heersen. In deze periode benoemde hij Pahlad tot coördinator van Wanica. Daar werd door sommige partijleden hardop over gemord, omdat ze Rabin Parmessar op deze plek hadden willen behouden. In augustus was Pahlad vertrokken in Wanica wat hij tegenover Starnieuws toelichtte met dat hij het rustiger aan wilde doen. Vijf weken later reageerde hij emotioneler tegenover Apintie aan wie hij liet weten alle politieke taken naast zich neer te leggen op het DNA-lidmaatschap na. Hij gaf te kennen veel tegenwerking te ondervinden binnen de partij. Enkele maanden later reshuffelde Bouterse zijn zoon, Ravin Jiawan, als districtscommissaris (dc) van Wanica naar Saramacca.
Tussendoor had Pahlad ondernemer Poenai overgehaald om de regering geen vijf maar tien hectare grond te schenken voor de bouw van een ziekenhuis in Wanica. Omdat de regering volgens Pahlad niet in staat was zelf een ziekenhuis te bouwen, zouden er Chinezen bij gevraagd zijn. Aan Parbode vertelde hij dat een partijlid naar hem toekwam omdat die wilde dat de schenking van Poenai werd omgezet in een aankoop van vijf miljoen USD, waarbij dit geld niet naar Poenai zou gaan, maar in vieren gedeeld zou worden. Ook Pahlad werd een som van 1,25 miljoen toegezegd. Voor Pahlad was dit het begin van zijn breuk met de NDP. Hij verwees naar zijn woorden aan Bouterse in 1990, dat hij zou stoppen zo gauw er sprake zou zijn van drugs of fufuru (drugs of coruptie). Ook zou het in strijd zijn met zijn katholieke opvoeding: "Ik voelde, ik heb gezondigd. Dus daarom ben ik eruit gestapt."

### Overstap naar de VHP
In oktober 2014 steunde Pahlad openlijk Cedric van Samson, toen die in een protestlied misstanden van de regering-Bouterse aan de kaak stelde. Begin januari 2015 maakte Pahlad zijn vertrek uit de NDP publiek en werd hij met open armen ontvangen door de VHP. Volgens het Dagblad Suriname zou hem de corruptie binnen de NDP te veel zijn geworden. In een artikel van het dagblad anderhalve week later bleek weliswaar ook dat Pahlad zelf voor tientallen miljoenen euro's geprofiteerd had met projecten die de regering-Bouterse aan hem als ondernemer had gegund. Ongeveer een maand na zijn vertrek uit de NDP onthief president Bouterse Pahlads zoon Ravin Jiawan uit zijn functie als dc, wat in het algemeen werd begrepen als een tegenreactie op de overstap van zijn vader.
Ruim drie jaar later was hij op zijn 76e nog enigszins actief voor de VHP, maar hield hij zich niet meer bezig met politiek. Hij was afgevallen van 143 naar 75 kilo, gestopt met het nemen van slaappillen en werkte dagelijks in zijn moestuin.
Na een ziekbed van enige tijd overleed hij op 16 juni 2024. Charles Pahlad is 81 jaar oud geworden.